# Jim Kenyon
Pour les articles homonymes, voir Kenyon.
Jim Kenyon est un homme politique yukonnais, canadien. Il est un ancien député qui représente la circonscription électorale de Porter Creek Nord à l'Assemblée législative du Yukon de 2002 à 2011. Il est membre du Parti du Yukon.
Il est candidat pour l'élection à la chefferie du Parti du Yukon le 28 mai 2011, après la démission du 7e premier ministre du Yukon Dennis Fentie, mais il perd par Darrell Pasloski.
Il ne se représente pas à l'élection yukonnaise du 11 octobre 2011.